# Racionalismo
O racionalismo é uma posição epistemológica ou corrente filosófica caracterizada pela aceitação de ao menos uma entre três teses: a razão e a intuição devem ter privilégio sobre a sensação e a experiência na obtenção do conhecimento; toda ou a maior parte das ideias é inata ao invés de adquirida no decorrer da vida; e a certeza do conhecimento deve ser privilegiada sobre a mera probabilidade dele em investigações filosóficas. Uma outra característica em comum entre os mais proeminentes racionalistas dessa corrente — René Descartes, Baruch Espinoza e Gottfried Wilhelm Leibniz — é a aceitação da realidade da substância como o princípio fundamental de unidade das coisas.
O racionalismo afirma que tudo o que existe tem uma causa inteligível, mesmo que essa causa não possa ser demonstrada empiricamente, tal como a causa da origem do Universo. Privilegia a razão em detrimento da experiência do mundo sensível como via de acesso ao conhecimento. Considera a dedução como o método superior de investigação filosófica. René Descartes, Baruch Espinoza e Gottfried Wilhelm Leibniz introduzem o racionalismo na filosofia moderna. Georg Wilhelm Friedrich Hegel, por sua vez, identifica o racional com o real, supondo a total inteligibilidade deste último.
O racionalismo é baseado nos princípios da busca da certeza, pela demonstração e análise, sustentados, segundo Kant, pelo conhecimento a priori, ou seja, o conhecimento que não é inato nem decorre da experiência sensível, mas é produzido somente pela razão.

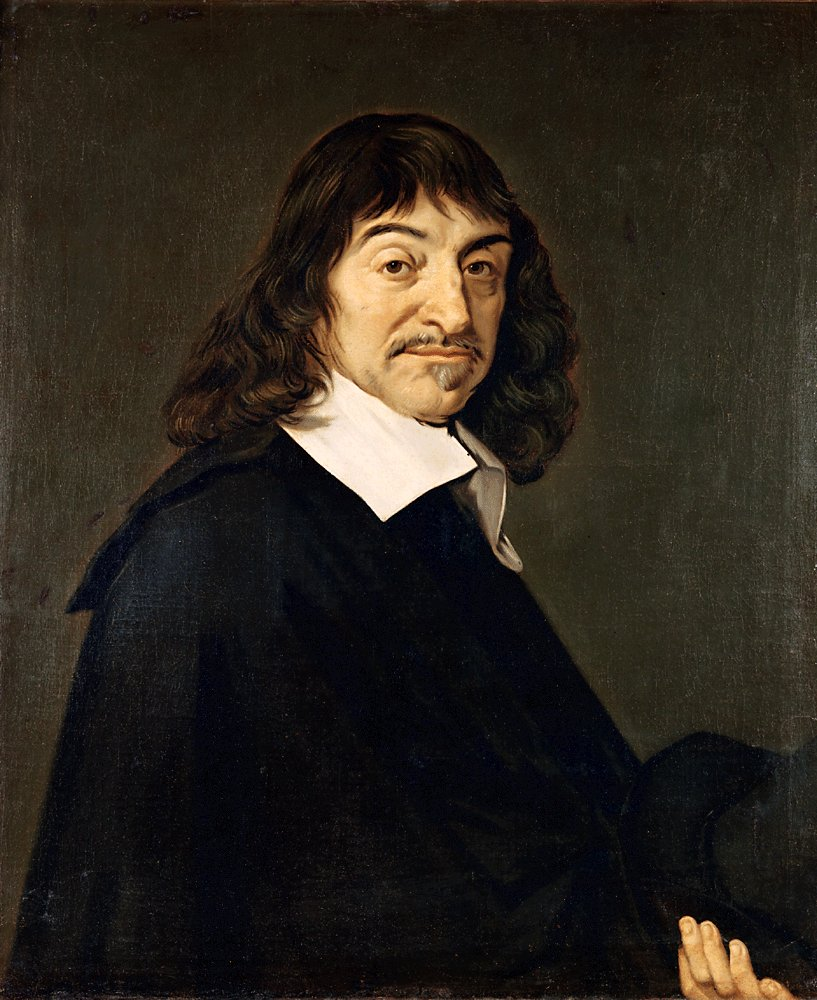
René Descartes

O racionalismo é a corrente central no pensamento liberal que se ocupa em procurar, estabelecer e propor caminhos para alcançar determinados fins. Tais fins são postulados em nome do interesse coletivo (commonwealth), base do próprio liberalismo anglo-saxónico, contribuindo também para estabelecer a base do racionalismo. O racionalismo, por sua vez, fica na base do planejamento da organização econômica e espacial da reprodução social.

## A matemática racionalista
O racionalismo como doutrina surgiu no século I a.C., enfatizando que tudo que existe tem uma causa. Séculos mais tarde, os filósofos racionalistas modernos utilizaram a matemática como instrumento da razão para explicar a realidade. Com esse objetivo, Descartes elaborou um método baseado na geometria e baseado em quatro regras - as regras do método científico:
"O primeiro método era o de jamais acolher alguma coisa como verdadeira que eu não conhecesse evidentemente como tal; isto é, de evitar cuidadosamente a precipitação e a prevenção, e de nada incluir em meus juízos que não se apresente tão clara e tão distintamente a meu espírito, que eu não tivesse nenhuma ocasião de pô-lo em dúvida.
O segundo método era o de dividir cada uma das dificuldades que eu examinasse em tantas parcelas quantas possíveis e quantas necessárias fossem para melhor resolvê-las.
O terceiro método era o de conduzir por ordem meus pensamentos, começando pelos objetos mais simples e mais fáceis de conhecer, para subir, pouco a pouco, como por degraus, até o conhecimento dos mais compostos, e supondo mesmo uma ordem entre os que não se precedem naturalmente uns aos outros.
O quarto método era o de fazer em toda parte enumerações tão completas e revisões tão gerais, que eu tivesse a certeza de nada omitir."
As ideias de René Descartes influenciaram diversos pensadores, entre os quais se destacam o holandês Spinoza e o alemão Leibniz. Leibniz era filósofo, matemático e político. Desenvolveu o cálculo infinitesimal, utilizado até os dias de hoje. Defendeu o racionalismo, afirmando - tal como Descartes - que algumas ideias e princípios existem em nós e são percebidos pelos sentidos, mas não provêm deles. Como exemplos de conhecimentos inatos, ele citava os conceitos da geometria, da lógica e da aritmética.